# Avenida Gabriel Zanette

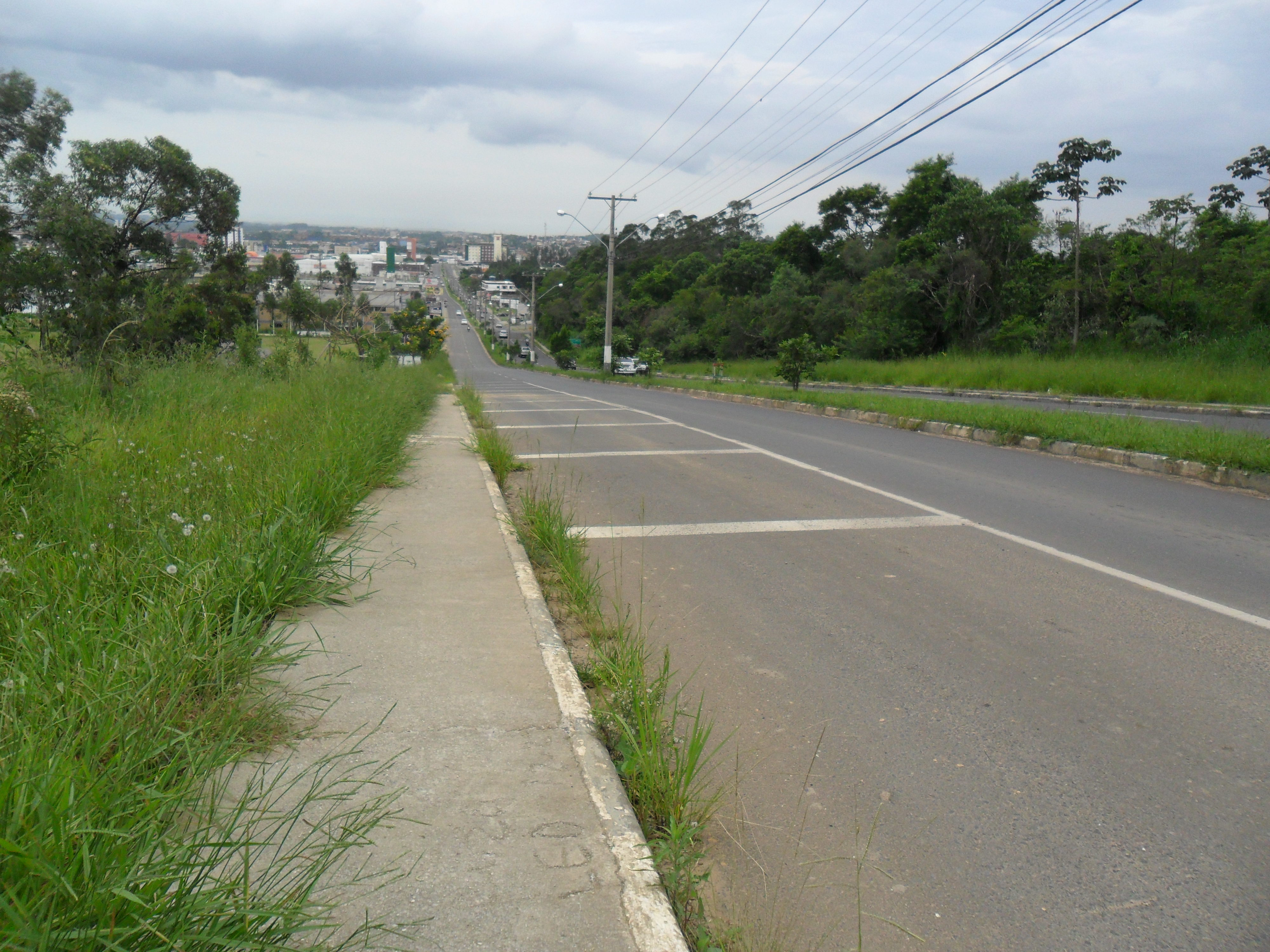
Avenida Gabriel Zanette

A avenida Gabriel Zanette (antiga avenida Chile) é uma das avenidas do município de Criciúma, do estado de Santa Catarina. A avenida liga os bairros São Cristóvão, Ceará e Próspera.
A Fundação do Meio Ambiente de Criciúma (Famcri) arborizou o logradouro, aproximadamente 100 mudas foram plantadas, entre elas manacá e mini-quaresmeira, foram cultivadas no canteiro interno da avenida, por aptidão do prefeito Clésio Salvaro. Depois as plantações da via sofreram sérios danos em ato de vandalismo, ocasionando indignação entre os profissionais envoltos e a população.
Em setembro de 2010, os criciumenses se prepararam para o desfile de 7 de setembro na avenida, e a Famcri tomou conta do ajardinamento no canteiro central da via.
Os residentes dos bairros São Cristóvão e Ceará solicitaram a construção de uma rotatória em um cruzamento da via para evitar acidentes, e estão reivindicando esta obra desde de 2008, porque os acidentes são frequentes no local.
Em 2013, foram instaladas lombadas eletrônicas na via, para conservar mais segurança aos motoristas e pedestres e com intenção de reduzir a velocidade dos veículos no local, e também isto foi solicitação dos moradores.

## Galeria de fotos

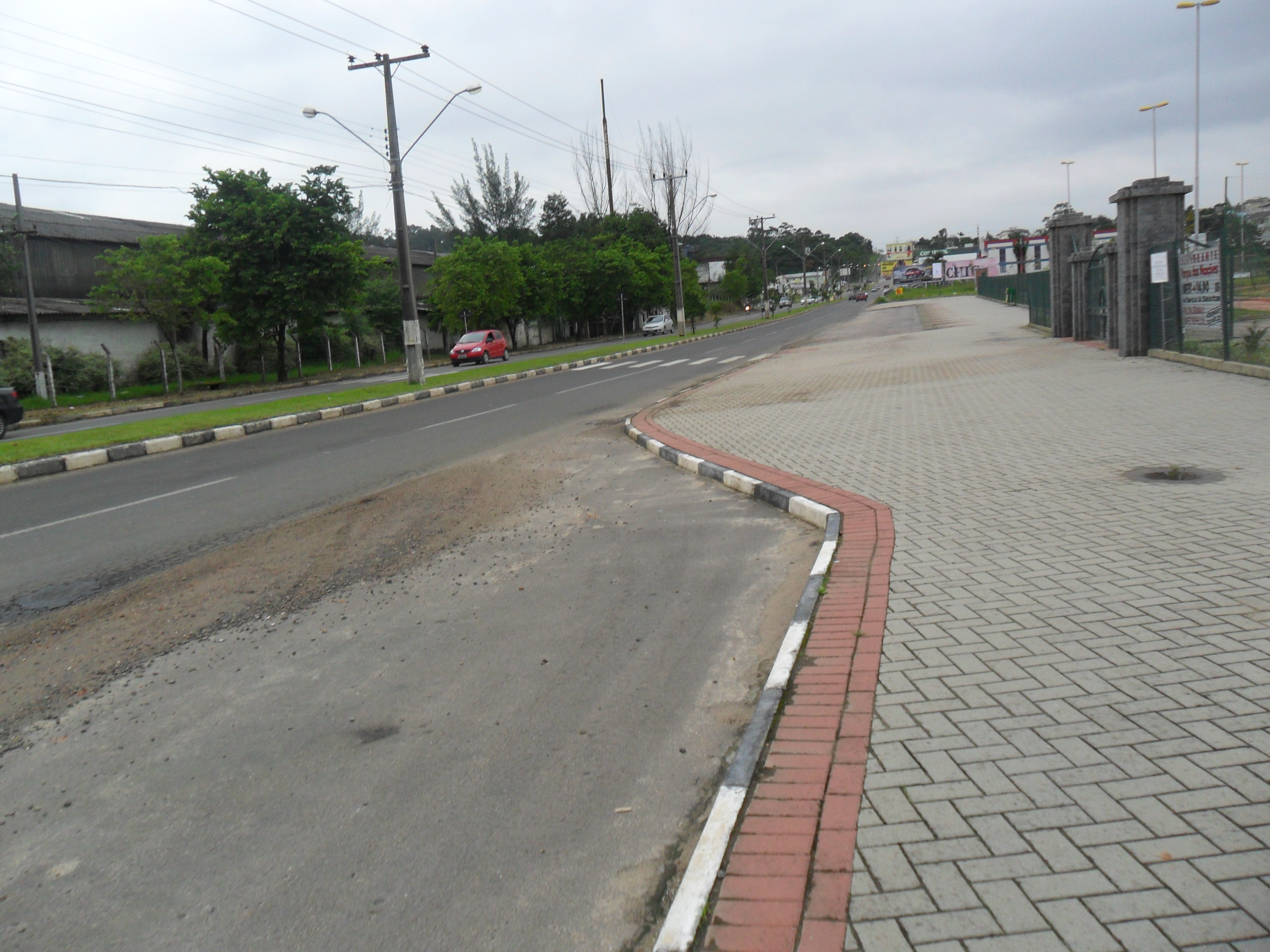
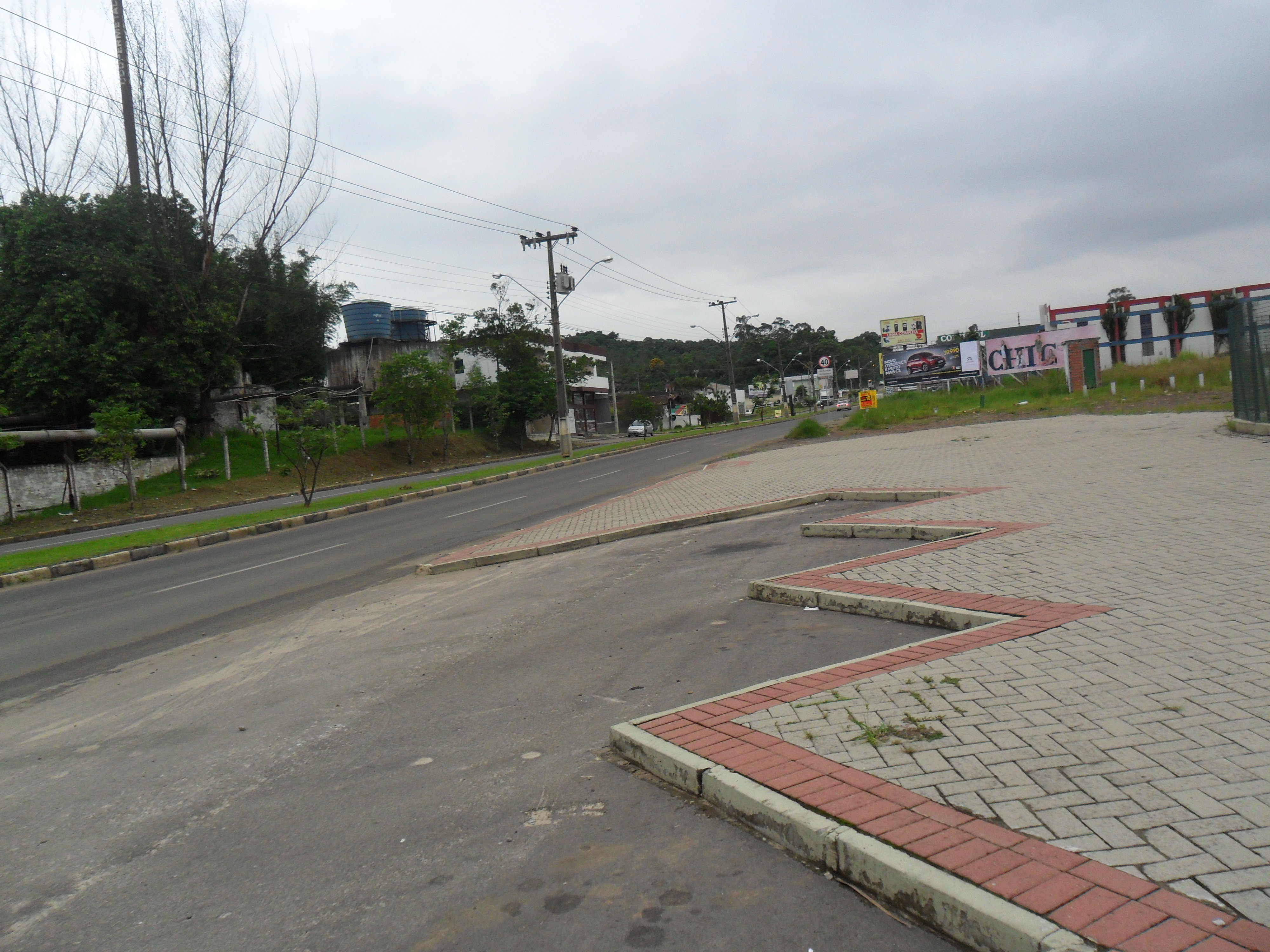
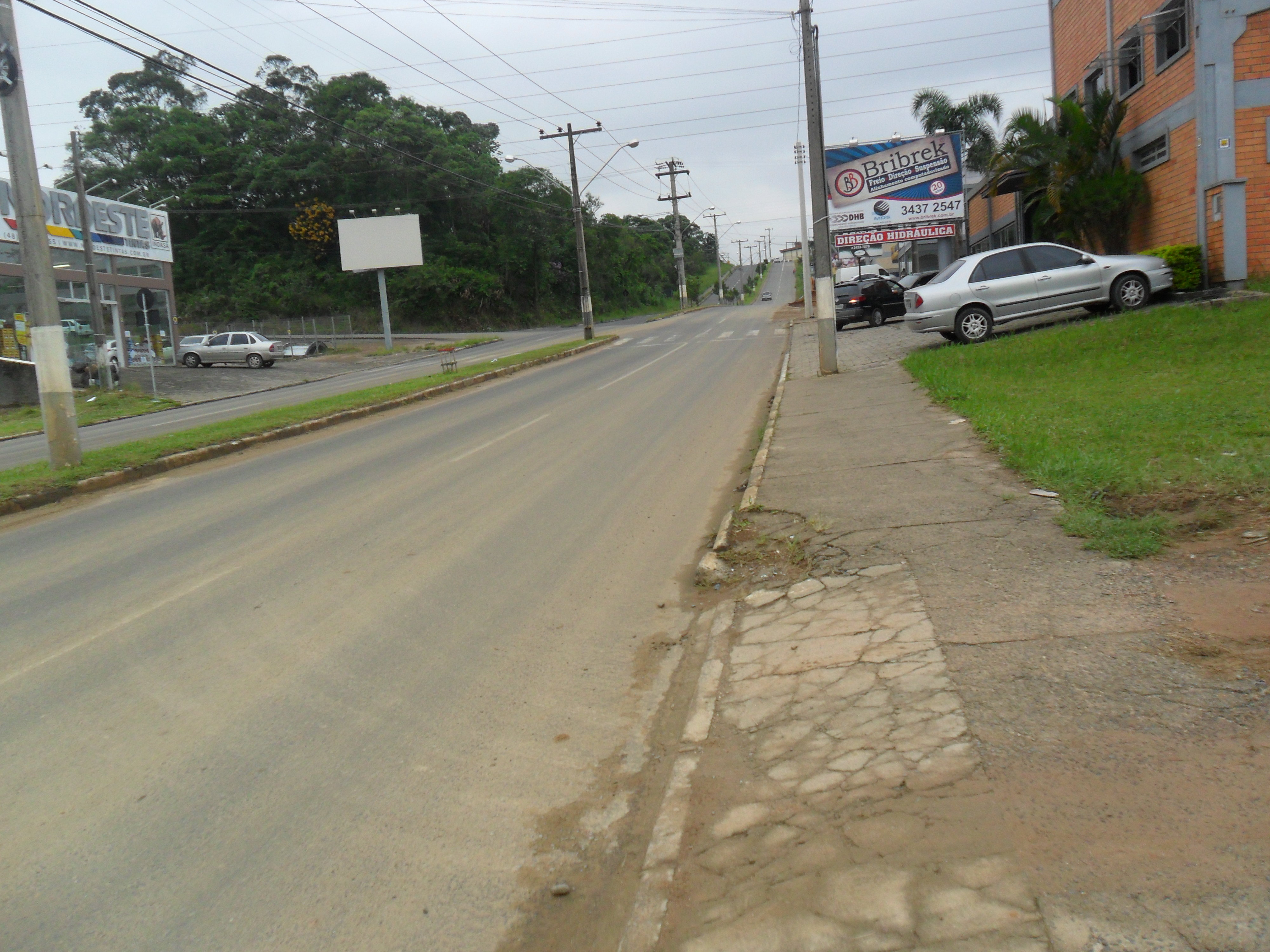
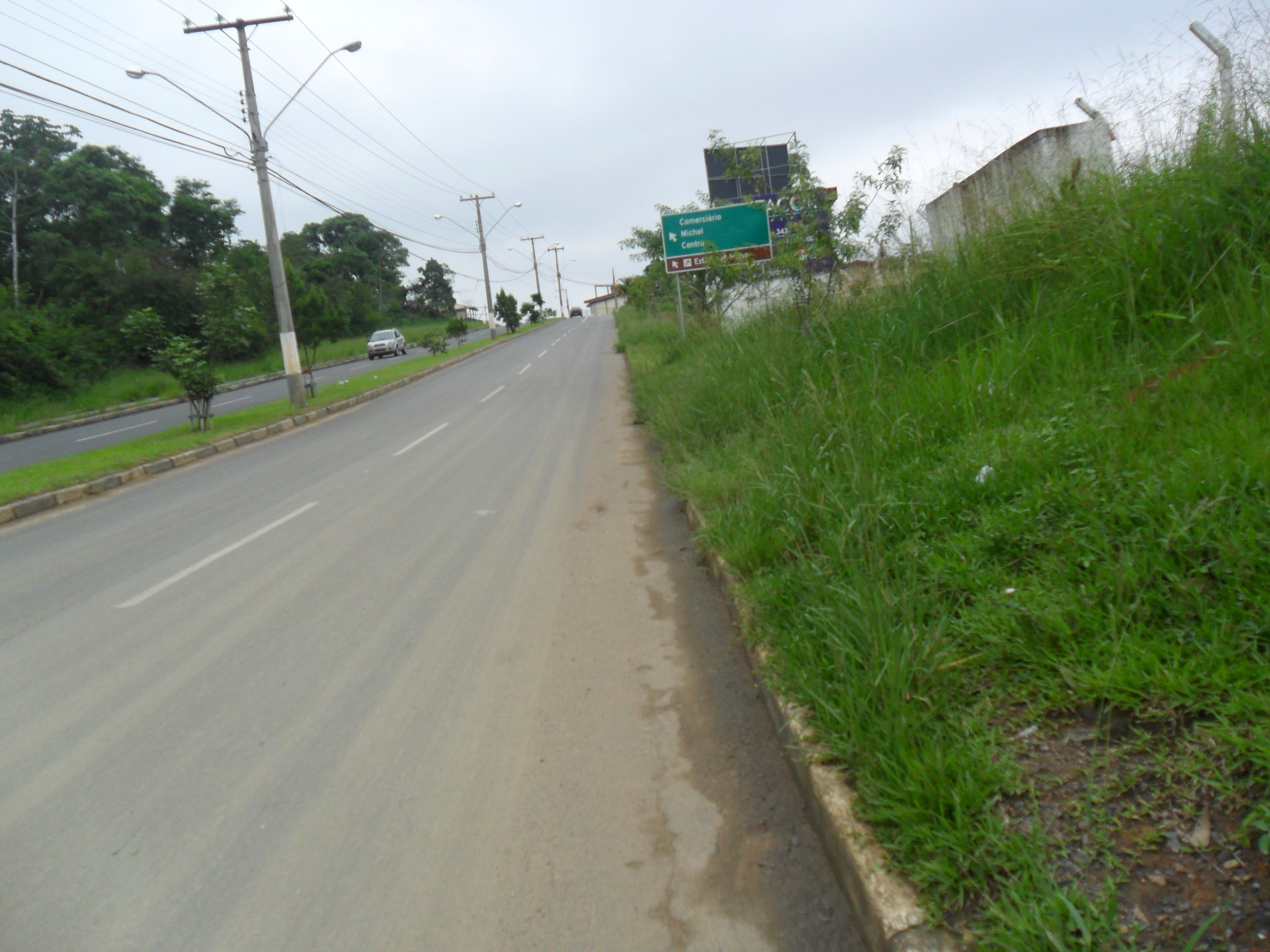
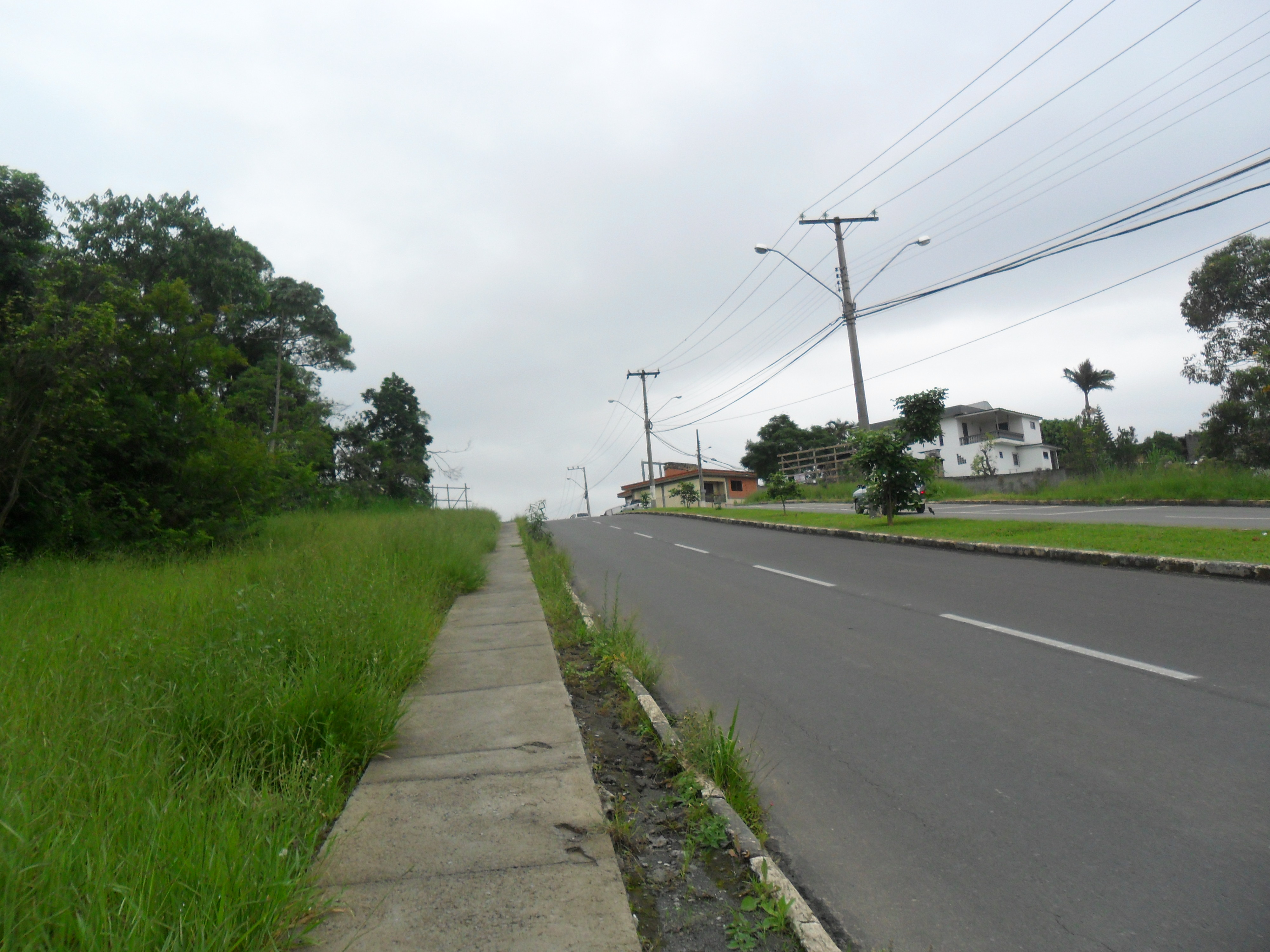
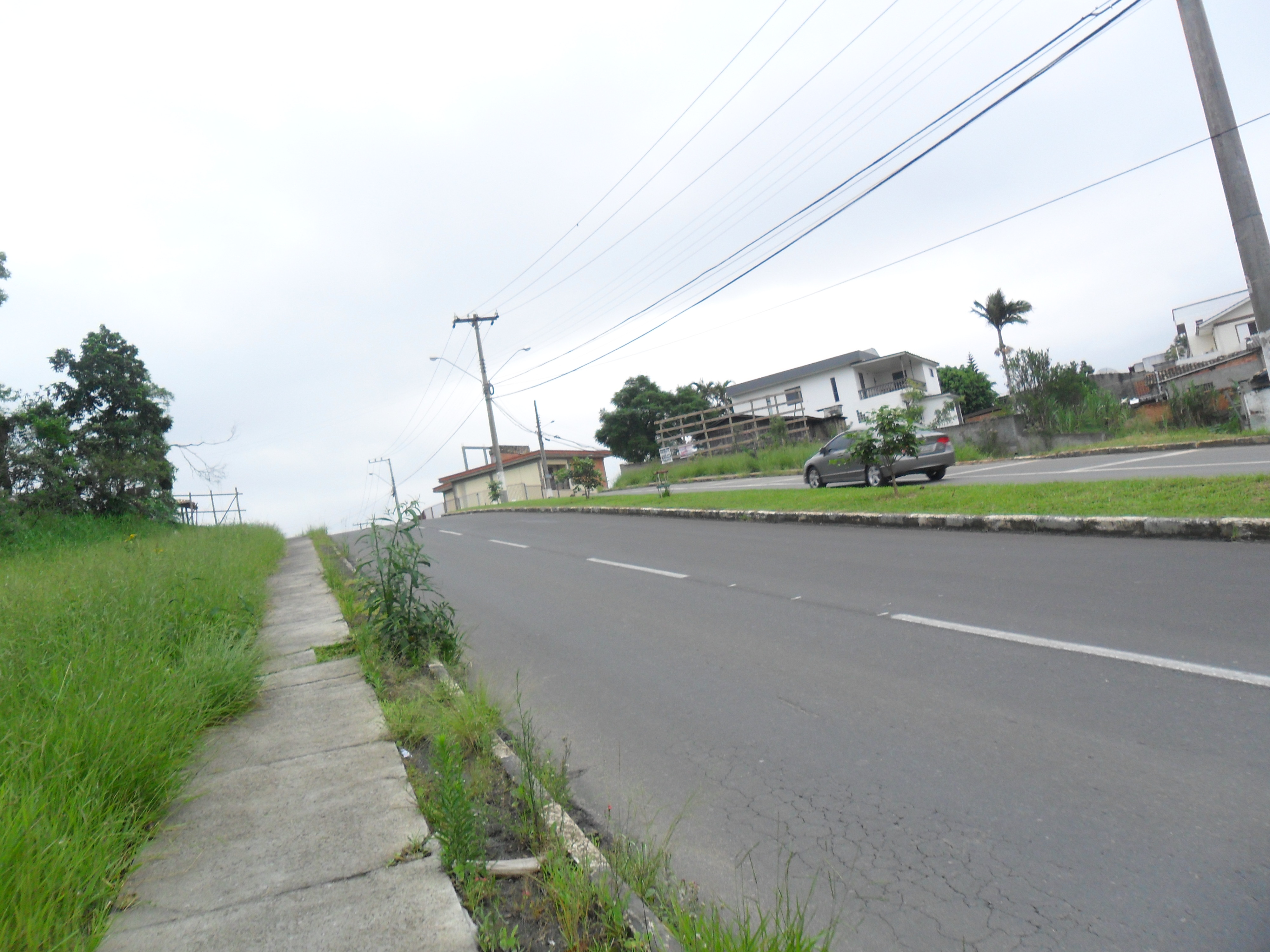